# Beroepstechnische school
Een beroepstechnische school (Russisch: профессионально-техническое училище; professionalno-technitsjeskoje oetsjilisjtsje; acroniem: ПТУ, пэ-тэ-у; PTU of PTOe) was in de Sovjet-Unie een instelling voor beroepsonderwijs die was gericht op het opleiden van gekwalificeerde industriearbeiders en militairen. Dergelijke scholen zijn een wijdverspreid verschijnsel in alle voormalige sovjetrepublieken en bevinden zich in bijna elke stad. In Rusland vormen deze scholen nu vaak onderdeel van het basisberoepsonderwijs (Начальное профессиональное образование; Natsjalnoje professionalnoje obrazovanieje; acroniem: НПО; NPO) en worden nu beroepstechnische lycea (Профессионально-технические лицеи; Professionalno-technitsjeskieje litsei; acroniem: ПТЛ; PTL) genoemd.
De PTU's vormden een door de overheid gefinancierd landelijk systeem voor leerlingen met een diploma die niet een universiteitsdiploma wilden (zie middelbaar onderwijs). In plaats daarvan werden ze zowel algemeen opgeleid als opgeleid voor niet-academische beroepen. PTU's waren gespecialiseerd in bijna al deze beroepen, maar de meest voorkomende waren gericht op beroepen in de bouw- en mechanisatiesectoren. Andere specialisaties waren bijvoorbeeld een baan als secretaresse (alleen voor meisjes), koken, bedienen en zelfs mozaïeken (voor toelating waren wel tekenvaardigheden verplicht). De meestvoorkomende toetredingsleeftijd was 15, na 8 jaar basisschool. Leerlingen kwamen bijvoorbeeld uit boerengezinnen, gezinnen uit de lagere arbeidersklasse of waren wees. De opleidingsduur was vaak drie jaar, maar het schoolsysteem bood ook de mogelijkheid voor een deel van de leerlingen om tien jaar basisonderwijs te volgen en daarna nog een jaar aan het PTU te leren.
De PTU's kenden geen toelatingseisen of examens, en leerlingen zaten "intern": de scholen verzorgden huisvesting en maaltijden voor de leerlingen. Voor ouders was het een aantrekkelijke vorm van onderwijs, daar er 24 uur per dag “opvoeders” aanwezig waren: mentoren wier taak het was om leerlingen ervan te weerhouden afwijkend gedrag te vertonen. Er was ook voorzien in baangarantie en de mogelijkheid om alsnog daarna onderwijs aan een universiteit te volgen. Om die reden speelden de PTU's een belangrijke rol in het urbaniseren van de plattelandsgemeenschappen en het vormen van de arbeidersklasse van de Sovjet-Unie. 
Het onderwijsinstituut had echter ook negatieve kanten en daar stonden ze vaak meer om bekend in de samenleving: de PTU's werden vaak geassocieerd met de lagere klasse en de negatieve kanten daarvan: slechte manieren, een laag opleidingsniveau en alcoholisme. Deze scholen waren echter wel een werkende vorm van massaonderwijs gecombineerd met een baan, waardoor jeugd uit de criminaliteit kon worden gehouden.

## Geschiedenis
In de jaren '20 en 30 bestonden er al soortgelijke vormen van de PTU, die toen "scholen voor fabrieks- en bedrijfsleerlingschap" (школа фабрично-заводского ученичества; sjkola fabritsjno-zavodskogo oetsjenitsjestva; acroniem: ФЗУ; фэ-зэ-у; FZU of FZOe) werden genoemd en gedeeltelijk waren overgenomen van het beroepsopleidingsonderwijssysteem van het Russische Rijk. In 1940 werden deze FZU's geherorganiseerd tot "beroepsonderwijsscholen" (Russisch: ремесленное училище; remeslennoje oetsjilisjtsje) en in 1959 tot de PTU's.
Tijdens de omschakeling naar de markteconomie kregen de PTU's een grote klap te verduren, daar hun leerlingen de baangarantie die ze in het socialistische systeem hadden, ineens verloren. Veel PTU's werden gesloten of fuseerden en het aantal leerlingen daalde drastisch in die tijd. Sommige PTU's werden hernoemd en hervormd tot lycea (de eerder genoemde PTL's) of colleges in een poging om een hogere status te verwerven en om schoolgeld te kunnen vragen.